# Burgruine Neufels (Neuburg am Inn)
Die Burgruine Neufels ist eine nur noch als Ruine erhaltene spätmittelalterliche Höhenburg vom Typus einer Turmhügelburg (Motte) bei der Einöde Neufelser, einem Ortsteil der Gemeinde Neuburg am Inn im Landkreis Passau in Bayern. Sie war eine Vorburg der Neuburg und wurde um das Jahr 1320 erbaut. Von der früheren Burg haben sich drei Gräben erhalten, die Stelle ist als Bodendenkmal Nummer D-2-7446-0106 „Mittelalterlicher Turmhügel "Neufels"“ geschützt.

## Geschichte
Burg Neufels wurde um das Jahr 1320 vom österreichischen Herzog Friedrich dem Schönen als eine Vorburg für die Neuburg errichtet. Zu den Vorwerken gehörte auch die Burg Wernstein, heute auf österreichischen Gebiet gelegen, sowie wohl auch die Burgruine Frauenhaus unmittelbar bei der Neuburg gelegen.
Sie diente ihrer abgeschiedenen Lage nach als ein Pulvermagazin, am Fuß des Burgfelsens lag zudem eine ehemalige Stampfmühle, die Schwarze Sag Mühl. Anfang des 15. Jahrhunderts sind Neufelser Pfleger belegt, sie wohnten aber nicht auf der Burg, sondern auf dem zugehörigen Bauhof, dem Neufelser Hof.
Anfang des 16. Jahrhunderts ist der Turm durch einen Brand zerstört worden. Im Jahr 1529 wurde die Burg Neufels vom Neuburger Burgherren Graf Niklas II. von Salm an den Passauer Baumeister und Maler Wolf Huber übertragen. Er erhielt die Burganlage allerdings nicht, und so verfiel sie in der Folgezeit völlig.
Endgültig zerstört wurde sie vermutlich im Zuge des Dreißigjährigen Kriegs.

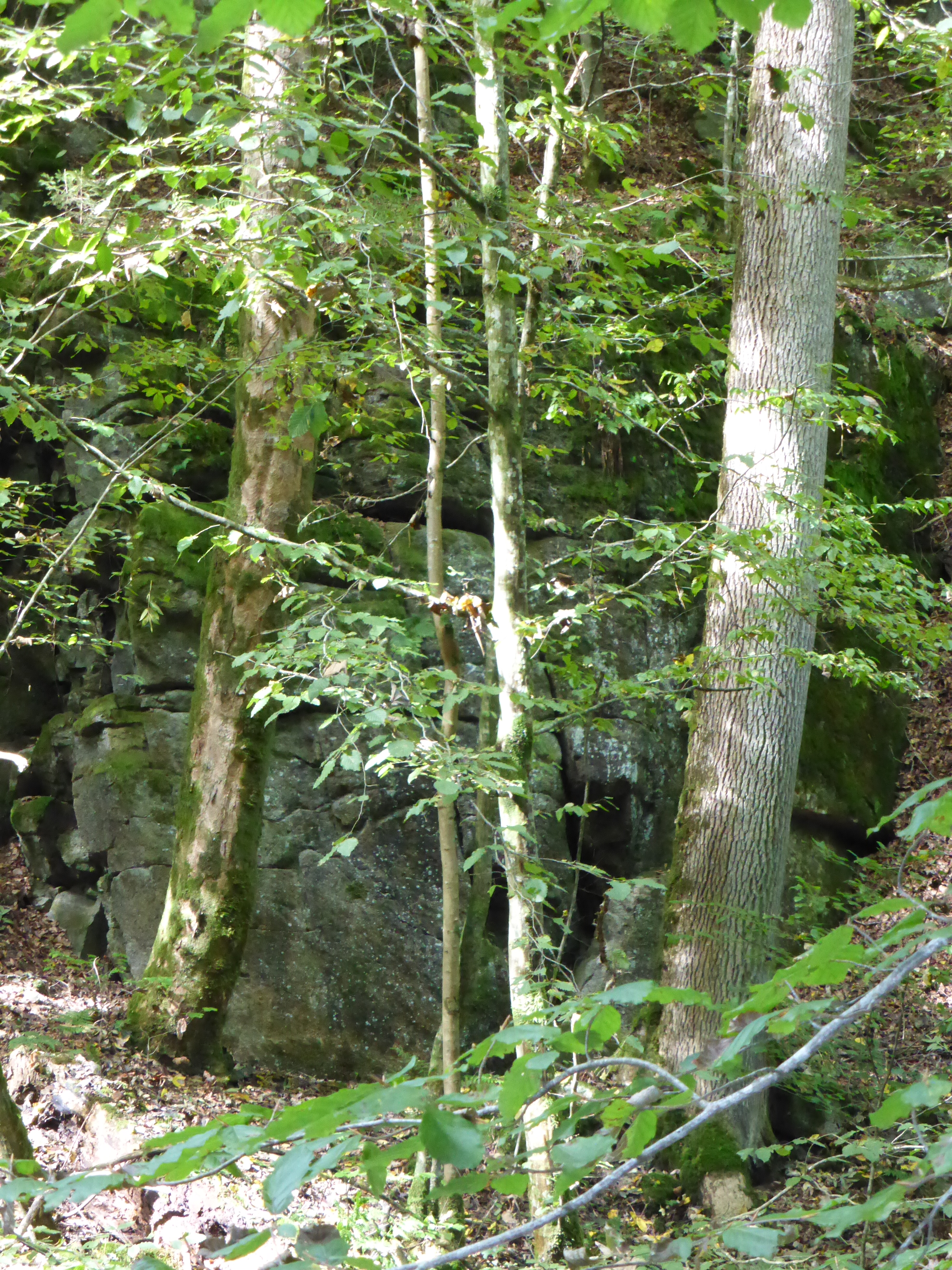
Burgruine Neufels (Neuburg am Inn) (2021)

## Beschreibung
Die bewaldete Burgstelle liegt in rund 360 m ü. NN Höhe unmittelbar nordnordöstlich der Einöde Neufelser auf einem durch das sehr steile Ufer des Inns, der hier auch die Grenze zu Österreich bildet, und das nordwestlich gelegene, ebenfalls sehr steil eingeschnittene Tal des Schwarzsägbaches gratartigen Bergsporn. Die Burganlage war so an drei Seiten von Natur aus sehr gut gegen eine Annäherung geschützt, nur an der Südsüdwestseite war ein Zugang möglich.
Am südsüdwestlichen Übergang vom Bergsporn zu einer kleinen Hochfläche über dem Inntal ist noch der kräftige Halsgraben sichtbar, der das Gelände der Burg vom Vorgelände trennte. Auch nach Nordnordosten, in Richtung der Spornspitze sind noch zwei Gräben vorhanden. Die Burg bestand aus einem acht Meter im Durchmesser messenden Rundturm, der von einer rechteckigen Ringmauer umschlossen war.